# Nocardia testacea
Espèce
Nocardia testacea est une espèce de bactéries de la famille des Nocardiaceae.

## Taxonomie
Le nom correct complet (avec auteur) de ce taxon est Nocardia testacea corrig. Kageyama et al. 2004.
Nocardia testacea a pour synonyme :
- Nocardia testaceus Kageyama et al. 2004

### Étymologie
L'étymologie du nom spécifique de N. testacea est la suivante : tes.ta.ce.a. L. fem. adj. testacea, couleur brique, ce qui fait référence à la couleur brique des colonies.